# Ghiacciaio Otago
Il ghiacciaio Otago è un ghiacciaio tributario lungo circa 37 km situato nella regione meridionale della Dipendenza di Ross, nell'Antartide orientale. Il ghiacciaio, il cui punto più alto si trova a circa 2100 m s.l.m., si trova nei monti della Regina Elisabetta, nell'entroterra della costa di Shackleton, e fluisce verso nord a partire dal versante settentrionale della dorsale Fregata e scorrendo, in una parte del suo percorso, lungo il versante occidentale del picco Sherwin e quello orientale dei picchi Svaton, fino a unire il proprio flusso a quello del ghiacciaio Nimrod.

## Storia
Il ghiacciaio Otago è stato così battezzato dai membri della squadra settentrionale della spedizione di esplorazione antartica neozelandese svolta nel periodo 1961-62 in onore dell'Università di Otago, in Nuova Zelanda.